# Francesco Tabacchi
Francesco Adeodato Tabacchi Rendón (Guayaquil, 1972) es un empresario y político ecuatoriano, conocido por su trayectoria en el sector agropecuario y su reciente incursión en la política. Ha sido presidente de la Federación de Ganaderos del Ecuador y accionista en varias empresas del sector industrial y de la construcción. Su carrera política comenzó en 2023 con su candidatura a la Prefectura del Guayas y su posterior nombramiento como gobernador de la provincia. En 2024, se postuló a la presidencia de Ecuador por el movimiento CREO, enfocando su campaña en temas de seguridad, educación y desarrollo económico.

## Biografía
Hijo de Mónica Esperanza Rendón y Francesco Ricardo Tabacchi, Francesco ha estado vinculado al sector agropecuario desde temprana edad. Ha presidido la Asociación de Ganaderos del Litoral y Galápagos, así como la Federación de Ganaderos del Ecuador. Además, es accionista en nueve empresas enfocadas en agroindustria y construcción. 
En el ámbito político, Tabacchi fue candidato a la Prefectura del Guayas en las elecciones de 2023, representando al movimiento CREO, obteniendo el 6,09% de los votos. Posteriormente, en febrero de 2023, fue nombrado gobernador de la provincia del Guayas durante el gobierno de Guillermo Lasso.
En agosto de 2024, fue designado como candidato presidencial por el movimiento CREO para las elecciones generales de 2025. Su campaña se ha centrado en mejorar la productividad del sector agrícola mediante la tecnología y la industrialización, proponiendo atraer inversión privada y fortalecer políticas públicas en el sector. 

### Candidato Presidencial
Francesco Tabacchi fue candidato a la presidencia de Ecuador en las elecciones de 2025 por el movimiento CREO. Su campaña se centró en propuestas de seguridad, educación y desarrollo económico, destacando la necesidad de modernizar el agro y fortalecer la inversión privada, a su vez afirmó su intención de resolver el impasse con México.
A pesar de su experiencia como empresario y exgobernador del Guayas, su candidatura no logró gran respaldo popular en los comicios del 9 de febrero de 2025, dónde solo obtuvo unos 26 753 votos lo que representó el 0.26 % de los votos totales, quedando en el duodécimo lugar entre 17 candidatos.
Tras los resultados, Tabacchi reconoció la importancia de respaldar al próximo gobierno, enfatizando la necesidad de unidad para enfrentar los desafíos del país.

## Vida personal
Francesco Tabacchi está casado con Alicia Icaza desde hace 26 años, y juntos tienen tres hijos: Antonella, Francesco y Alissa.